# Francesco Saverio D'Angelo
Francesco Saverio D'Angelo (Messina, 1º gennaio 1901 – Caltanissetta, 12 ottobre 1988) è stato un politico e letterato italiano, sindaco di Caltanissetta dal 1959 al 1961.

## Biografia

Il sindaco D'Angelo (a destra) con il professore Francesco Flora in occasione della traslazione della salma di Pier Maria Rosso di San Secondo a Caltanissetta, 1960.

Nato a Messina il 1º gennaio 1901, nel 1924 sposò Mariassunta Alù, da cui ebbe tre figli. Nel 1940 vinse il concorso per professore di lettere italiane e latine e gli fu assegnata la cattedra presso il liceo ginnasio di Caltanissetta, che mantenne fino al 1962.
Nel 1952 fu eletto nel consiglio comunale di Caltanissetta. Militante del Movimento Sociale Italiano, a partire dagli anni cinquanta si avvicinò a posizioni democristiane. Nel 1956 venne eletto consigliere comunale nelle file della lista civica di Carmelo Longo, e nel 1957 entrò nella giunta del sindaco Calogero Traina.
Il 14 marzo 1959 venne eletto sindaco di Caltanissetta, succedendo a Traina. Guidò per quasi due anni – fino al 15 gennaio 1961 – una giunta formata da esponenti della Democrazia Cristiana, del Movimento Sociale Italiano e del Partito Liberale Italiano.
Terminata l'esperienza da sindaco, fu nominato preside del liceo scientifico, che guidò dal 1961 al 1966; contemporaneamente, dal 1962 al 1971 (anno del suo pensionamento), fu anche preside del liceo classico Ruggero Settimo, succedendo al defunto professor Luigi Monaco. Morì a Caltanissetta il 12 ottobre 1988.